# Ich heirate meine Puppe
Ich heirate meine Puppe è un film muto del 1917 diretto da Georg Alexander.

## Produzione
Il film fu prodotto dalla Egede-Nissen-Film Comp. mbH di Berlino.

## Distribuzione
Il film uscì nelle sale nel febbraio 1917.